# Daniel Calparsoro
Daniel Calparsoro López-Tapia (Barcelona, 11 de mayo de 1968) es un director de cine español.

## Biografía
Nace en 1968 en Barcelona, aunque a los pocos meses se trasladó su familia a San Sebastián. Compaginó sus estudios de cine en la Escuela Universitaria de Artes TAI con los de ciencias políticas en Madrid; su formación cinematográfica también la realizó en Nueva York.
Se dio a conocer en España como director con Salto al vacío en 1995, protagonizada por su exmujer Najwa Nimri, junto a la que rodaría cinco películas más. En la actualidad comparte su vida junto a la actriz Patricia Vico, con la que tiene un hijo, Hugo (2006).

## Filmografía
| Año  | Película                        |
| ---- | ------------------------------- |
| 1995 | Salto al vacío                  |
| 1996 | Pasajes                         |
| 1997 | A ciegas                        |
| 2000 | Asfalto                         |
| 2002 | Guerreros                       |
| 2005 | Ausentes                        |
| 2008 | El castigo (miniserie)          |
| 2009 | La ira (miniserie)              |
| 2010 | Inocentes (miniserie)           |
| 2012 | Invasor                         |
| 2013 | Combustión                      |
| 2013 | Tormenta (miniserie)            |
| 2016 | Cien años de perdón             |
| 2018 | El aviso                        |
| 2019 | El silencio de la ciudad blanca |
| 2020 | Hasta el cielo                  |
| 2022 | Centauro                        |
| 2023 | Todos los nombres de Dios       |
| 2024 | El correo                       |
| 2025 | Mikaela                         |

## Televisión
- El castigo (2008), miniserie de televisión, como guionista y director. Producida por New Atlantis.
- La ira (2009), miniserie de televisión, como guionista y director. Producida por New Atlantis.
- Inocentes (2010), miniserie de televisión, como guionista y director. Producida por New Atlantis.
- Tormenta (2013), miniserie de televisión, como guionista y director. Producida por New Atlantis.[5]
- Víctor Ros (2015-2016), una serie de televisión y director. Producida por New Atlantis.
- Apaches (2017), una serie de televisión y director. Producida por New Atlantis.
- Todo por el juego (2018), una serie de televisión y director. Coproducida por Mediapro y Directv.
- Operación Marea Negra (2022), miniserie de televisión, como director. Producida para Amazon Prime Video por Ficción Producciones.